# Industrie- und Handelskammer zu Coburg

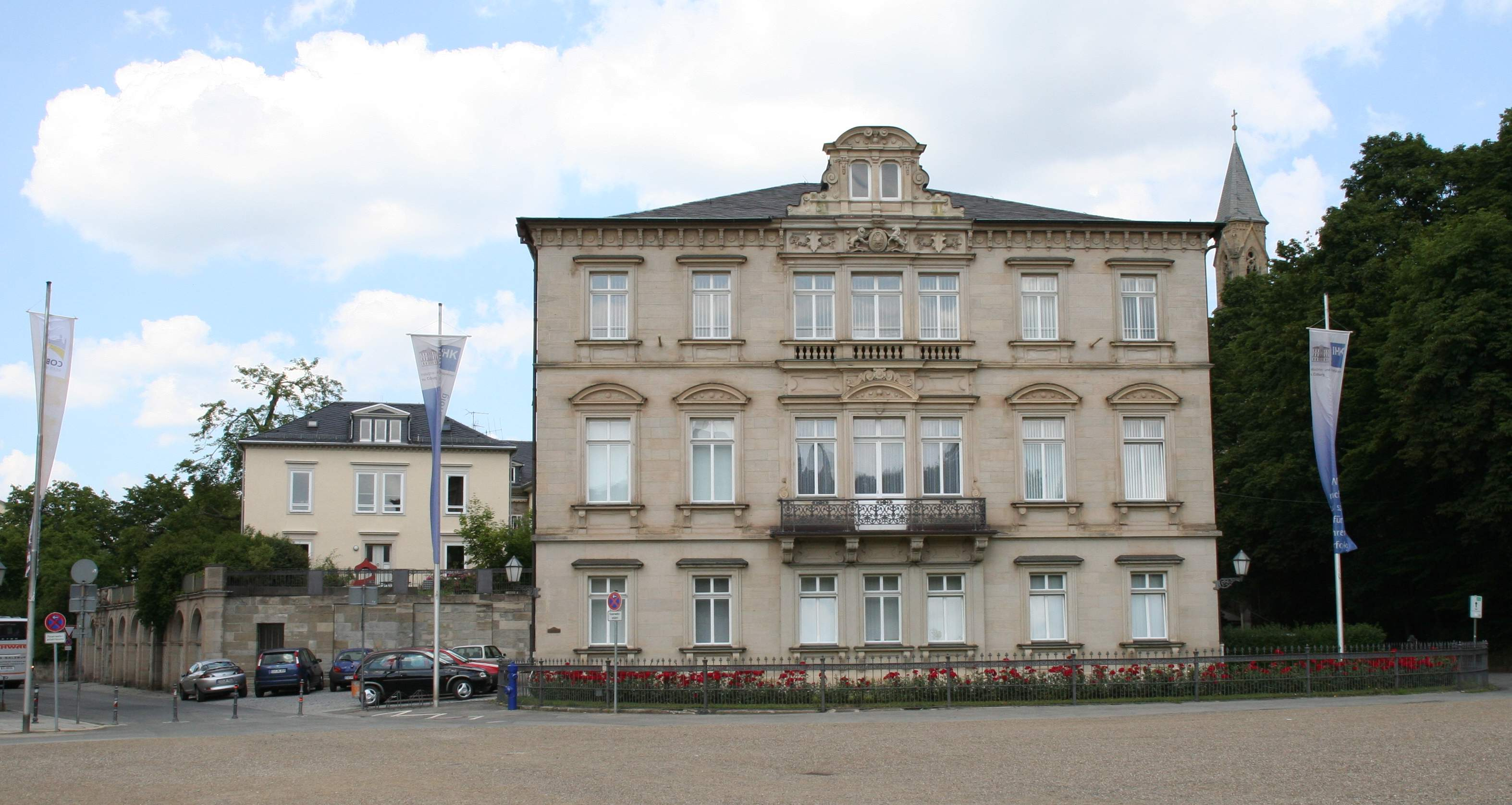
Palais Edinburgh

Die Industrie- und Handelskammer zu Coburg ist die Industrie- und Handelskammer für Stadt und Landkreis Coburg. Sitz der IHK ist das Edinburgh-Palais. Mit 8000 angeschlossenen Unternehmen und etwa 40 Mitarbeitern (2021) ist die IHK Coburg eine der kleinsten IHKn in Deutschland.

## Geschichte
Mit dem Gesetz, die Einrichtung einer Handelskammer für das Herzogthum Coburg betreffend vom 30. November 1895 wurde 1896 wurde die Handelskammer für das Herzogtum Coburg durch Herzog Alfred von Sachsen-Coburg für das Herzogtum Sachsen-Coburg eingerichtet. Im Folgejahr wurde im Herzogtum Sachsen-Coburg und Gotha noch die Handelskammer für das Herzogtum Gotha eingerichtet. Erster Präsident wurde Albert Rose, Finanzrat und Bankdirektor in Coburg. Die Handelskammer hatte 15 Mitglieder. Neun davon kamen aus dem Bezirk des Amtsgerichts Coburg, drei aus dem des Amtsgerichts Neustadt und je einer aus dem des Amtsgerichts Rodach, Sonnefeld und Königsberg. Die Kosten der Kammer wurden von den Wahlberechtigten Unternehmern getragen. Wahlberechtigt waren alle Unternehmer, die jährlich mindestens 25 Mark Steuern zahlten.
Im Staatsvertrag zwischen den Freistaaten Bayern und Coburg über die Vereinigung Coburgs mit Bayern vom 14. Februar 1920 sicherte Bayern in § 18 zu, dass die Handelskammer Coburg erhalten bleiben würde. Obwohl die Coburger Kammer so klein ist, wurde daher bis heute darauf verzichtet, sie mit der Industrie- und Handelskammer für Oberfranken Bayreuth (die für den restlichen Regierungsbezirk Oberfranken zuständig ist) zu verschmelzen.
Anfang der 20er Jahre wurden die Handelskammern in Industrie- und Handelskammern umbenannt. Rechtsgrundlage der Arbeit der Kammer wurde die 
Bayerische Industrie- und Handelskammerverordnung vom 5. Februar 1927. Die IHK Coburg war nun eine von neun IHKs im Freistaat Bayern.
Mit der Machtergreifung der Nationalsozialisten wurde die IHK gleichgeschaltet und die Selbstverwaltung der Wirtschaft beendet. Die Kammer wurde nach dem Führerprinzip organisiert: Der Präsident wurde ernannt und ernannt wiederum die Kammermitglieder.
1943 wurde die IHK Coburg aufgelöst und gemeinsam mit den Handwerkskammern und IHKs in Bayreuth, Passau und Regensburg zur Gauwirtschaftskammer Bayerische Ostmark mit Sitz in Bayreuth zusammengefasst. Nach dem Krieg wurden die Gauwirtschaftskammern von der Militärregierung aufgehoben.
Die Akten der IHK Coburg für die Zeit vor 1945 gingen im Zweiten Weltkrieg verloren.
Mit Anordnung des Wirtschaftsministeriums Nr. 6 über die Errichtung von Industrie- und Handelskammern vom 25. Oktober 1945 wurden die bayerischen Industrie- und Handelskammern wieder errichtet. Zunächst wurde nur eine Kammer in Bayreuth für Oberfranken gebildet. Bereits im Juni 1945 hatte sich die IHK zu Coburg durch eine Verordnung der US-Militärregierung wieder konstituiert.

## Persönlichkeiten

### Präsidenten
- Albert Rose (1896 bis 1903)[7]
- Georg Gagel (1903 bis 1926)[7]
- Alfred Hausknecht (1927 bis 1930)[7]
- Hans Leh (1930 bis 1933)[7]
- Franz Dehler (1933, kommissarisch)[7]
- Max Brose (1935 bis 1943)[8]
- Wilhelm Rehlein (1943 bis 1945, Zweigstellenleiter der Bayreuther Gauwirtschaftskammer)[7]
- Artur Jacob (1946 bis 1948)[7]
- Eduard Schmidt (1948 bis 1970)[7]
- Günther Kammerscheid (1971 bis 1980, danach Ehrenpräsident)[7]
- Peter Jühling (1980 bis 1988, danach Ehrenpräsident)
- Heinrich G. Bender (1988 bis 1995, danach Ehrenpräsident)[7]
- Gerd Dahle (1995 bis 2002)
- Theo Kiesewetter (2002 bis 2007)
- Michael Stoschek (2007 bis 2008)
- Friedrich Herdan (2008 bis 2021, danach Ehrenpräsident)
- Andreas Engel (seit 2021)

### Andere
- Otto Waldrich (Ehrenmitglied)
- Jakob Faßbender (Ehrenmitglied)